# A technécium izotópjai
A technécium (Tc) a periódusos rendszer első 82 eleme közül az egyik, amelynek nincs stabil izotópja (és a legkisebb rendszámú elem, amelynek kizárólag radioaktív izotópjai vannak) – a másik a prométium. Mesterségesen előállított elem, a természetben csak nyomokban fordul elő, ahol spontán maghasadás vagy a molibdén neutronbefogása révén keletkezik. Elsőként a 97Tc és 99Tc izotópokat állították elő 1936-ban, így a technécium volt az első, mesterségesen előállított elem. A legstabilabb izotópja a 98Tc (felezési ideje 4,2 millió év), 97Tc (felezési ideje 2,6 millió év) és 99Tc (felezési ideje: 211,1 ezer év).
További harminchárom radioizotópját írtak le, ezek tömegszáma a 85–120 tartományba esik. Többségük felezési ideje egy óránál rövidebb, a kivételek a 93Tc (felezési ideje 2,75 óra), a 94Tc (felezési ideje 4,883 óra), 95Tc (felezési ideje 20 óra), és a 96Tc (felezési ideje 4,28 nap).
A technéciumnak több magizomerje is létezik. Ezek közül a 97mTc a legstabilabb, felezési ideje 90,1 nap (0,097 MeV). Ezt követi a 95mTc (felezési ideje 61 nap, 0,038 MeV) és a 99mTc (felezési ideje 6,01 óra, 0,143 MeV). A 99mTc csak gamma sugarakat bocsát ki, a bomlástermék a 99Tc.
A legstabilabb 98Tc izotópnál könnyebb izotópok fő bomlási módja az elektronbefogás, melynek során molibdén keletkezik. A nehezebb izotópok főként béta-sugárzók és ruténiummá bomlanak, kivéve a 100Tc-at, mely béta-bomlással és elektronbefogással is bomolhat.
A technécium-99 a leggyakoribb és legkönnyebben elérhető izotóp, mivel az aktinoidák – mint az urán vagy plutónium – maghasadásnak egyik fő hasadási terméke, a hasadványok között részaránya legalább 6%, ezzel ez az izotóp a legjelentősebb hosszú felezési idejű hasadási termék. Maghasadás során könnyebb technéciumizotópok szinte sosem keletkeznek, mivel rendes körülmények között az elsődleges hasadási termékek neutron/proton aránya a stabil magokéhoz képest nagyobb, ezért negatív béta-bomlásokkal jutnak el a stabil állapotba. A 95–98-as tömegszámú hasadványok nem bomlanak el a technéciumig, hanem a megfelelő tömegszámú stabil molibdénizotóppá alakulnak. A 100-as és nagyobb tömegszámú technéciumizotópok felezési ideje nagyon rövid, béta-bomlással ruténiumizotópokká alakulnak. A kimerült fűtőelemrudak technéciumtartalma így gyakorlatilag csak 99Tc.
Egy gramm 99Tc-ben másodpercenként 6,2·108 bomlás történik (azaz aktivitása 0,62 GBq/g).
A technéciumnak nincs stabil vagy nagyon hosszú felezési idejű izotópja, ezért standard atomtömegét nem lehet megadni.

## A technécium izotópok stabilitása
A technécium és a prométium a könnyű elemek közül azzal a tulajdonsággal tűnnek ki, hogy nincs stabil izotópjuk. E jelenség magyarázata egy kicsit bonyolult.
Az atommagok cseppmodelljét felhasználva levezethető egy félempirikus formula, mely megadja a mag kötési energiáját. Ez a képlet megjósolja a „béta-stabilitás völgyének” létezését, melynek mentén a magok nem szenvednek béta-bomlást. A völgy „falán” elhelyezkedő magok hajlamosak béta-bomlással a völgy közepe felé haladni (egy elektron vagy pozitron kibocsátása, vagy egy elektron befogása révén). Adott A számú nukleon esetén a kötési energiák egy vagy több parabolán fekszenek, melynek alján a legstabilabb nuklid helyezkedik el. Több parabola is lehetséges, mivel a páros számú protont és páros számú neutront tartalmazó magok stabilabbak, mint a páratlan számú protont és páratlan számú neutront tartalmazó izotópok. Egyetlen béta-bomlással ilyenkor az egyik átalakul a másikká. Amikor csak egy parabola létezik, akkor azon csak egy stabil izotóp helyezkedhet el. Ha két parabola van, azaz amikor a nukleonok száma páros, akkor (ritkán) előfordulhat, hogy létezik egy stabil mag, mely páratlan számú protont és páratlan számú neutront tartalmaz (összesen négy ilyen izotóp létezik: 2H, 6Li, 10B és 14N). Ilyen esetben azonban nem létezik olyan stabil izotóp, amely páros számú protont és páros számú neutront tartalmaz.
A technécium esetén (Z=43) a béta-stabilitás völgye 98 nukleon körül található. A 95–102 tömegszám között azonban legalább egy stabil nuklidja létezik a molibdénnek (Z=42) vagy a ruténiumnak (Z=44). A páratlan tömegszámú magok esetén ez azonnal kizárja stabil technécium izotóp létezését, mivel adott, páratlan számú nukleon esetén csak egy stabil mag létezik. Páros tömegszám esetén – mivel a technécium páratlan számú protont tartalmaz – a neutronok száma páratlan. Ilyen esetben az ugyanennyi nukleont tartalmazó, páros számú protonból felépülő stabil mag létezése kizárja a stabil technécium izotóp létezését.

## Táblázat
| 85Tc    | 43               | 42               | 84,94883(43)#    | <110 ns           | β+            | 85Mo  | 1/2−#   |
| 85Tc    | 43               | 42               | 84,94883(43)#    | <110 ns           | p             | 84Mo  | 1/2−#   |
| 85Tc    | 43               | 42               | 84,94883(43)#    | <110 ns           | β+, p         | 84Nb  | 1/2−#   |
| 86Tc    | 43               | 43               | 85,94288(32)#    | 55(6) ms          | β+            | 86Mo  | (0+)    |
| 86mTc   | 1500(150) keV    | 1500(150) keV    | 1500(150) keV    | 1,11(21) µs       |               |       | (5+,5−) |
| 87Tc    | 43               | 44               | 86,93653(32)#    | 2,18(16) s        | β+            | 87Mo  | 1/2−#   |
| 87mTc   | 20(60)# keV      | 20(60)# keV      | 20(60)# keV      | 2# s              |               |       | 9/2+#   |
| 88Tc    | 43               | 45               | 87,93268(22)#    | 5,8(2) s          | β+            | 88Mo  | (2,3)   |
| 88mTc   | 0(300)# keV      | 0(300)# keV      | 0(300)# keV      | 6,4(8) s          | β+            | 88Mo  | (6,7,8) |
| 89Tc    | 43               | 46               | 88,92717(22)#    | 12,8(9) s         | β+            | 89Mo  | (9/2+)  |
| 89mTc   | 62,6(5) keV      | 62,6(5) keV      | 62,6(5) keV      | 12,9(8) s         | β+            | 89Mo  | (1/2−)  |
| 90Tc    | 43               | 47               | 89,92356(26)     | 8,7(2) s          | β+            | 90Mo  | 1+      |
| 90mTc   | 310(390) keV     | 310(390) keV     | 310(390) keV     | 49,2(4) s         | β+            | 90Mo  | (8+)    |
| 91Tc    | 43               | 48               | 90,91843(22)     | 3,14(2) perc      | β+            | 91Mo  | (9/2)+  |
| 91mTc   | 139,3(3) keV     | 139,3(3) keV     | 139,3(3) keV     | 3,3(1) perc       | β+ (99%)      | 91Mo  | (1/2)−  |
| 91mTc   | 139,3(3) keV     | 139,3(3) keV     | 139,3(3) keV     | 3,3(1) perc       | IT (1%)       | 91Tc  | (1/2)−  |
| 92Tc    | 43               | 49               | 91,915260(28)    | 4,25(15) perc     | β+            | 92Mo  | (8)+    |
| 92mTc   | 270,15(11) keV   | 270,15(11) keV   | 270,15(11) keV   | 1,03(7) µs        |               |       | (4+)    |
| 93Tc    | 43               | 50               | 92,910249(4)     | 2,75(5) óra       | β+            | 93Mo  | 9/2+    |
| 93m1Tc  | 391,84(8) keV    | 391,84(8) keV    | 391,84(8) keV    | 43,5(10) perc     | IT (76,6%)    | 93Tc  | 1/2−    |
| 93m1Tc  | 391,84(8) keV    | 391,84(8) keV    | 391,84(8) keV    | 43,5(10) perc     | β+ (23,4%)    | 93Mo  | 1/2−    |
| 93m2Tc  | 2185,16(15) keV  | 2185,16(15) keV  | 2185,16(15) keV  | 10,2(3) µs        |               |       | (17/2)− |
| 94Tc    | 43               | 51               | 93,909657(5)     | 293(1) perc       | β+            | 94Mo  | 7+      |
| 94mTc   | 75,5(19) keV     | 75,5(19) keV     | 75,5(19) keV     | 52,0(10) perc     | β+ (99,9%)    | 94Mo  | (2)+    |
| 94mTc   | 75,5(19) keV     | 75,5(19) keV     | 75,5(19) keV     | 52,0(10) perc     | IT (0,1%)     | 94Tc  | (2)+    |
| 95Tc    | 43               | 52               | 94,907657(6)     | 20,0(1) óra       | β+            | 95Mo  | 9/2+    |
| 95mTc   | 38,89(5) keV     | 38,89(5) keV     | 38,89(5) keV     | 61(2) nap         | β+ (96,12%)   | 95Mo  | 1/2−    |
| 95mTc   | 38,89(5) keV     | 38,89(5) keV     | 38,89(5) keV     | 61(2) nap         | IT (3,88%)    | 95Tc  | 1/2−    |
| 96Tc    | 43               | 53               | 95,907871(6)     | 4,28(7) nap       | β+            | 96Mo  | 7+      |
| 96mTc   | 34,28(7) keV     | 34,28(7) keV     | 34,28(7) keV     | 51,5(10) perc     | IT (98%)      | 96Tc  | 4+      |
| 96mTc   | 34,28(7) keV     | 34,28(7) keV     | 34,28(7) keV     | 51,5(10) perc     | β+ (2%)       | 96Mo  | 4+      |
| 97Tc    | 43               | 54               | 96,906365(5)     | 2,6·106 év        | EC            | 97Mo  | 9/2+    |
| 97mTc   | 96,56(6) keV     | 96,56(6) keV     | 96,56(6) keV     | 91,4(8) nap       | IT (99,66%)   | 97Tc  | 1/2−    |
| 97mTc   | 96,56(6) keV     | 96,56(6) keV     | 96,56(6) keV     | 91,4(8) nap       | EC (0,34%)    | 97Mo  | 1/2−    |
| 98Tc    | 43               | 55               | 97,907216(4)     | 4,2(3)·106 év     | β−            | 98Ru  | (6)+    |
| 98mTc   | 90,76(16) keV    | 90,76(16) keV    | 90,76(16) keV    | 14,7(3) µs        |               |       | (2)−    |
| 99Tc    | 43               | 56               | 98,9062547(21)   | 2,111·105 év      | β−            | 99Ru  | 9/2+    |
| 99mTc   | 142,6832(11) keV | 142,6832(11) keV | 142,6832(11) keV | 6,0058(12) óra    | IT (99,99%)   | 99Tc  | 1/2−    |
| 99mTc   | 142,6832(11) keV | 142,6832(11) keV | 142,6832(11) keV | 6,0058(12) óra    | β− (0,0037%)  | 99Ru  | 1/2−    |
| 100Tc   | 43               | 57               | 99,9076578(24)   | 15,8(1) s         | β− (99,99%)   | 100Ru | 1+      |
| 100Tc   | 43               | 57               | 99,9076578(24)   | 15,8(1) s         | EC (0,0018%)  | 100Mo | 1+      |
| 100m1Tc | 200,67(4) keV    | 200,67(4) keV    | 200,67(4) keV    | 8,32(14) µs       |               |       | (4)+    |
| 100m2Tc | 243,96(4) keV    | 243,96(4) keV    | 243,96(4) keV    | 3,2(2) µs         |               |       | (6)+    |
| 101Tc   | 43               | 58               | 100,907315(26)   | 14,22(1) perc     | β−            | 101Ru | 9/2+    |
| 101mTc  | 207,53(4) keV    | 207,53(4) keV    | 207,53(4) keV    | 636(8) µs         |               |       | 1/2−    |
| 102Tc   | 43               | 59               | 101,909215(10)   | 5,28(15) s        | β−            | 102Ru | 1+      |
| 102mTc  | 20(10) keV       | 20(10) keV       | 20(10) keV       | 4,35(7) perc      | β− (98%)      | 102Ru | (4,5)   |
| 102mTc  | 20(10) keV       | 20(10) keV       | 20(10) keV       | 4,35(7) perc      | IT (2%)       | 102Tc | (4,5)   |
| 103Tc   | 43               | 60               | 102,909181(11)   | 54,2(8) s         | β−            | 103Ru | 5/2+    |
| 104Tc   | 43               | 61               | 103,91145(5)     | 18,3(3) perc      | β−            | 104Ru | (3+)#   |
| 104m1Tc | 69,7(2) keV      | 69,7(2) keV      | 69,7(2) keV      | 3,5(3) µs         |               |       | 2(+)    |
| 104m2Tc | 106,1(3) keV     | 106,1(3) keV     | 106,1(3) keV     | 0,40(2) µs        |               |       | (+)     |
| 105Tc   | 43               | 62               | 104,91166(6)     | 7,6(1) perc       | β−            | 105Ru | (3/2−)  |
| 106Tc   | 43               | 63               | 105,914358(14)   | 35,6(6) s         | β−            | 106Ru | (1,2)   |
| 107Tc   | 43               | 64               | 106,91508(16)    | 21,2(2) s         | β−            | 107Ru | (3/2−)  |
| 107mTc  | 65,7(10) keV     | 65,7(10) keV     | 65,7(10) keV     | 184(3) ns         |               |       | (5/2−)  |
| 108Tc   | 43               | 65               | 107,91846(14)    | 5,17(7) s         | β−            | 108Ru | (2)+    |
| 109Tc   | 43               | 66               | 108,91998(10)    | 860(40) ms        | β− (99,92%)   | 109Ru | 3/2−#   |
| 109Tc   | 43               | 66               | 108,91998(10)    | 860(40) ms        | β−, n (0,08%) | 108Ru | 3/2−#   |
| 110Tc   | 43               | 67               | 109,92382(8)     | 0,92(3) s         | β− (99,96%)   | 110Ru | (2+)    |
| 110Tc   | 43               | 67               | 109,92382(8)     | 0,92(3) s         | β−, n (0,04%) | 109Ru | (2+)    |
| 111Tc   | 43               | 68               | 110,92569(12)    | 290(20) ms        | β− (99,15%)   | 111Ru | 3/2−#   |
| 111Tc   | 43               | 68               | 110,92569(12)    | 290(20) ms        | β−, n (0,85%) | 110Ru | 3/2−#   |
| 112Tc   | 43               | 69               | 111,92915(13)    | 290(20) ms        | β− (97,4%)    | 112Ru | 2+#     |
| 112Tc   | 43               | 69               | 111,92915(13)    | 290(20) ms        | β−, n (2,6%)  | 111Ru | 2+#     |
| 113Tc   | 43               | 70               | 112,93159(32)#   | 170(20) ms        | β−            | 113Ru | 3/2−#   |
| 114Tc   | 43               | 71               | 113,93588(64)#   | 150(30) ms        | β−            | 114Ru | 2+#     |
| 115Tc   | 43               | 72               | 114,93869(75)#   | 100# ms [>300 ns] | β−            | 115Ru | 3/2−#   |
| 116Tc   | 43               | 73               | 115,94337(75)#   | 90# ms [>300 ns]  |               |       | 2+#     |
| 117Tc   | 43               | 74               | 116,94648(75)#   | 40# ms [>300 ns]  |               |       | 3/2−#   |
| 118Tc   | 43               | 75               | 117,95148(97)#   | 30# ms [>300 ns]  |               |       | 2+#     |

1. ↑  Rövidítések:
EC: Elektronbefogás
IT: Izomer átmenet
2. ↑  A stabil izotópok félkövérrel vannak kiemelve, a majdnem stabilak (melyek felezési ideje a világegyetem koránál hosszabb) félkövér dőlttel vannak jelölve
3. ↑  Hosszú felezési idejű hasadási termék
4. ↑  A gyógyászatban használják

## Fordítás
Ez a szócikk részben vagy egészben  az   Isotopes of technetium című angol Wikipédia-szócikk ezen változatának fordításán alapul.  Az eredeti cikk szerkesztőit annak laptörténete sorolja fel. Ez a jelzés csupán a megfogalmazás eredetét és a szerzői jogokat jelzi, nem szolgál a cikkben szereplő információk forrásmegjelöléseként.
| A molibdén izotópjai | A technécium izotópjai | A ruténium izotópjai |
| Izotópok listája     |                        |                      |